# Département de Boyacá
Pour les articles homonymes, voir Boyacá (homonymie).
Ne pas confondre avec Boyacá, un département de l'actuelle Colombie.
 (mai 2017).
Si vous disposez d'ouvrages ou d'articles de référence ou si vous connaissez des sites web de qualité traitant du thème abordé ici, merci de compléter l'article en donnant les références utiles à sa vérifiabilité et en les liant à la section « Notes et références ».
1821–1830
Entités précédentes :
- Province de Tunja
- Province de Casanare
- Province de Pamplona
- Province de Socorro

Entités suivantes :
- Province de Tunja
- Province de Casanare
- Province de Pamplona
- Province de Socorro

Le département de Boyacá (departamento de Boyacá, en espagnol) est une subdivision administrative de la Grande Colombie créée en 1824. Ce département comprend la partie est du territoire de l'actuelle Colombie ainsi que des territoires qui se trouvent aujourd'hui dans l'État d'Amazonas, au Brésil.

## Histoire
Le Boyacá fut la terre des indigènes Chibchas qui exploitèrent les premières mines de sel de la région, dont celle de Pajarito.
C'est un haut lieu de la guerre d'indépendance de la Colombie. Simón Bolívar et ses troupes indépendantistes y remportèrent deux victoires importantes pour l'indépendance de la Grande Colombie et, par la suite, la création du district de Nouvelle-Grenade : lors de la bataille du Pantano de Vargas, livrée le 25 juillet 1819 contre José María Barreiro, commandant des forces de la couronne d'Espagne, puis la bataille de Boyacá, menée par les troupes de Simón Bolívar et Francisco de Paula Santander contre les forces royales espagnoles, bataille qui se déroula au pont de Boyacá en juillet et août 1819.
Le département de Boyacá est créé en 1824 par la Ley de División Territorial de la República de Colombia, qui réorganise le découpage politico-administratif du territoire de Grande Colombie.

## Géographie

### Divisions administratives
Selon la Ley de División Territorial de la República de Colombia du 25 juin 1824, le département de Boyacá est subdivisé en 4 provinces :
- Province de Tunja
- Province de Casanare
- Province de Pamplona
- Province de Socorro